# Сетоути (город)
Сетоути (яп. 瀬戸内市 Сэтоути-си) — город в Японии, находящийся в префектуре Окаяма. Площадь города составляет 125,53 км², население — 37 069 человек (1 августа 2014), плотность населения — 295,30 чел./км².

## Географическое положение
Город расположен на острове Хонсю в префектуре Окаяма региона Тюгоку. С ним граничат города Окаяма, Бидзен.

## Население
Население города составляет 37 069 человек (1 августа 2014), а плотность — 295,30 чел./км². Изменение численности населения с 1980 по 2005 годы:
| 1980 | 37 939 чел. |  |
| 1985 | 38 838 чел. |  |
| 1990 | 38 928 чел. |  |
| 1995 | 39 228 чел. |  |
| 2000 | 39 403 чел. |  |
| 2005 | 39 081 чел. |  |

## Символика
Деревом города считается олива европейская, цветком — хризантема, птицей — Zosterops japonicus.

## Города-побратимы
- Митилини, Греция (1982)
- Хороканай, Япония (1989)
- Цусима, Япония (1996)

## Достопримечательности
- Оливковый сад Усимадо